# أوداتشي
أوداتشي (باليابانية: 大太刀)    هو نوع من أنواع السيوف اليابانية التقليدية (日本 刀 nihontō)   أُستخدمت من قبل الساموراي في فترة اليابان الإقطاعية. السيف الصيني المكافئ لهذا النوع من السيف من حيث الوزن والطول هو مياو داو، وما يعادله في ميدان المعركة الغربي هو السيف الطويل أو كلايمور.
السيف له طول نصل يبلغ حوالي 90.9 سم .

## الإنتاج
يصعب إنتاج سيف أوداتشي لأن طوله يجعل المعالجة الحرارية التقليدية أكثر تعقيدًا: فكلما طالت الشفرة، زادت صعوبة (وتكلفة) تسخين الشفرة بأكملها إلى درجة حرارة متجانسة، من أجل التلدين والوصول إلى درجة حرارة التصلب. تحتاج عملية التبريد بعد ذلك إلى وسيط تبريد أكبر لأن التبريد غير المتساوي قد يؤدي إلى اعوجاج الشفرة.
طريقة التلميع مختلفة أيضًا. بسبب حجم السيف، عادة ما يتم تعليقه أو وضعه في وضع ثابت ليتم صقله، على عكس السيوف العادية التي يتم تحريكها فوق أحجار التلميع.